# Rivière Froide (département de l'Ouest)
Pour les articles homonymes, voir Rivière froide (homonymie).
Ne doit pas être confondu avec Rivière Froide (département de l'Artibonite).
La rivière Froide est un cours d'eau qui coule à Haïti dans le département du Ouest et l'arrondissement de Port-au-Prince. Elle rejoint le golfe de la Gonâve au niveau de la ville portuaire de Carrefour.

## Géographie
La rivière Froide prend sa source dans les contreforts du massif de la Selle à côté de la ville de Kenscoff. Le cours d'eau se dirige vers le Nord-Ouest, puis vers l'ouest et s'écoule en aval vers le nord en traversant la ville de Carrefour avant de se jeter dans le golfe de la Gonâve. 